# Ambia semilunalis
Ambia semilunalis là một loài bướm đêm trong họ Crambidae.